# Данияров, Абатбай Сапарбаевич
Абатбай Сапарбаевич Данияров (узб. Abatbay Saparbayevich Daniyarov; род. 7 августа 1987 года, Нукусский район, Республика Каракалпакстан, Каракалпакская АССР) — каракалпакский государственный деятель, сенатор Олий Мажлиса Республики Узбекистан. Член Либерально-демократической партии Узбекистана. Председатель Совета Республики Каракалпакстан «Союз молодежи Узбекистана».

## Биография
Абатбай Сапарбаевич родился 7 августа в 1987 года в Каракалпакстане. В 2008 году окончил Нукусский государственный педагогический институт. По специальности учитель английского языка.
Председатель комитета по вопросам молодёжной политики воспитания и здорового поколения Жокаргы Кенеса Республики Каракалпакстан, начальник территориального управления Агентства по делам молодежи Республики Каракалпакстан. Председатель Совета Республики Каракалпакстан «Союз молодежи Узбекистана».
С 2020 года является депутатом Жокаргы Кенеса Каракалпакстана, член комитета по вопросам молодежной политики и воспитания здорового поколения, а также член фракции либерально-демократической партии Узбекистана. 26 июля 2023 года на внеочередной сессии городского Кенгаша народных депутатов назначен хокимом Нукуса.

## Награды
медаль «Шухрат» (2016)